# Francisco Lucio García
Francisco Lucio García (San Miguel de Tucumán, 31 de octubre de 1854 - Buenos Aires, 16 de abril de 1925) fue un abogado y político argentino, que ejerció como diputado y senador nacional, y como Ministro de Justicia e Instrucción Pública de su país durante la presidencia de Luis Sáenz Peña.

## Biografía
Tras recibirse de abogado en la Universidad de Buenos Aires, regresó a la provincia de Tucumán, donde fue Ministro de Gobierno del gobernador Lidoro Quinteros entre 1887 y 1890. Posteriormente fue nombrado juez federal en su provincia, pero el mismo año de 1890 fue elegido diputado nacional, y durante la presidencia de Luis Sáenz Peña llegó a ser presidente de la Cámara de Diputados de la Nación Argentina.
A fines de junio de 1893, en medio de la crisis política, el presidente Sáenz Peña lo nombró Ministro de Justicia e Instrucción Púiblica, cargo que estaba vacante desde que el último ministro, Amancio Alcorta, había sido nombrado Ministro de Relaciones Exteriores; durante su breve gestión, la crisis recrudeció, y cuando el 5 de julio siguiente renunciaron los ministros Marco Avellaneda y Norberto Quirno Costa, García también presentó la renuncia. Había durado en su cargo ocho días.
El presidente Sáenz Peña lo nombró interventor federal en la provincia de Catamarca, pero no reemplazó en el cargo al gobernador Gustavo Ferrary, cuyo gobierno apoyó contra la oposición interna, a la que se había sumado la Unión Cívica Radical. Su gestión duró unas pocas semanas, durante las cuales restableció las relaciones entre la Legislatura y el gobernador.
En 1898 fue elegido senador nacional para completar el mandato del general Julio Argentino Roca, que acababa de ser elegido presidente por segunda vez. Dedicó el resto de su vida a la docencia universitaria, y fue parte del primero consejo directivo de la Facultad de Filosofía y Letras de la Universidad de Buenos Aires.
Falleció en Buenos Aires en abril de 1925.